# Körfez Futbol Kulübü
Il 'Körfez Futbol Kulübü è una società calcistica con sede ad Kocaeli, in Turchia che milita nella TFF 2. Lig, la terza serie del campionato turco.
Fondato nel 1995, il club gioca le partite in casa allo stadio Alparslan Türkeş Stadyumu.
I colori sociali sono il nero ed il verde.

## Palmarès

### Altri piazzamenti
- TFF 2. Lig:

Secondo posto: 2015-2016 (gruppo rosso)

## Rosa
| N. |                    | Ruolo | Calciatore        |
| -- | ------------------ | ----- | ----------------- |
| 1  | Turchia (bandiera) | P     | Rahmi Avcı        |
| 3  | Turchia (bandiera) | D     | Sinan Demircioğlu |
| 6  | Turchia (bandiera) | C     | Bilal Turgut      |
| 7  | Turchia (bandiera) | C     | Kıvanç Kırşavoğlu |
| 8  | Turchia (bandiera) | C     | Onur Alkan        |
| 9  | Turchia (bandiera) | A     | Samet Katanalp    |
| 10 | Turchia (bandiera) | C     | Yunus Söylemez    |
| 11 | Turchia (bandiera) | D     | Gökhan Meral      |
| 14 | Turchia (bandiera) | C     | Caner Celep       |
| 15 | Turchia (bandiera) | C     | Engin Öztonga     |
| 17 | Turchia (bandiera) | C     | Rıza Şen          |
| 20 | Turchia (bandiera) | C     | Hamza Mutlu       |
| 21 | Turchia (bandiera) | D     | Ercan Agaçe       |
| 22 | Turchia (bandiera) | C     | Onur Türk         |
| 23 | Turchia (bandiera) | C     | Yasin Yener       |

| N. |                    | Ruolo | Calciatore        |
| -- | ------------------ | ----- | ----------------- |
| 33 | Turchia (bandiera) | A     | Mehmet Albayrak   |
| 34 | Turchia (bandiera) | A     | Gökhan Ünver      |
| 41 | Turchia (bandiera) | A     | Serdar Topraktepe |
| 52 | Turchia (bandiera) | A     | Tayfun Özkan      |
| 57 | Turchia (bandiera) | D     | Recep Yıldız      |
| 58 | Turchia (bandiera) | D     | Aydın Yıldırım    |
| 61 | Turchia (bandiera) | D     | Gökhan Kolomoç    |
| 66 | Turchia (bandiera) | C     | Uğur Daşdemir     |
| 81 | Turchia (bandiera) | P     | Serkan Demirol    |
| 89 | Turchia (bandiera) | A     | Gökhan Bozkaya    |
| 90 | Turchia (bandiera) | D     | Nurettin Şanslı   |